# Guangming Daily
Le Guangming Daily (aussi appelé Enlightenment Daily) est un journal chinois.
Lancé le 16 juin 1949 par la Ligue démocratique chinoise, le Guangming Daily est devenu un quotidien influent dans un groupe comprenant un site internet et des maisons d'édition.